# Giulia (moglie di Silla)
Giulia, chiamata anche Ilia (latino: Iulia; Roma, 129 a.C. – Roma, 104 a.C.), è stata una nobildonna romana, prima moglie di Silla.

## Biografia
Poco si sa della prima moglie di Silla, al punto che persino il nome è incerto, essendo dato dalle fonti sia come Giulia che come Ilia. 
La maggior parte degli storici ritiene che il nome corretto sia Giulia, e che sia stata un membro della gens Iulia e parente di Gaio Giulio Cesare, nata all'incirca nel 129 a.C. È stata proposta sia come figlia di Lucio Giulio Cesare e di sua moglie Popillia, e quindi sorella di Lucio Giulio Cesare e Gaio Giulio Cesare Strabone, sia come figlia di Gaio Giulio Cesare, il nonno di Cesare, e quindi sorella di Gaio, Sesto e Giulia. 
In ogni caso, sposò Silla nel 110 a.C., ed ebbe da lui due figli: una figlia, Cornelia, che sarebbe divenuta madre di Pompea Silla, terza moglie di Cesare; e un figlio, Lucio Cornelio Silla, che morì durante l'infanzia. 
Giulia morì di parto nel 104 a.C., non si sa se mettendo al mondo Lucio o un terzo figlio nato morto.

## Identificazioni alternative
Esiste una teoria alternativa sull'identità della prima moglie di Silla, basata sul presupposto che il nome Ilia non sia un errore nell'ortografia di Iulia (Giulia), ma piuttosto di Aelia (in italiano Elia), la seconda, e altrettanto misteriosa, moglie di Silla, presumibilmente un membro della gens Aelia. Questa teoria si basa sul fatto che non è noto, del secondo matrimonio di Silla, nessun dettaglio, comprese le date di inizio e fine, unito alla difficile individuazione e dimostrazione della Giulia che avrebbe sposato Silla, il che ha fatto ipotizzare che in realtà Ilia ed Elia fossero piuttosto la stessa persona, da cui ebbe i primi due figli, e che perciò Silla non abbia mai sposato una Giulia. 